# Vite rubate (telenovela)
Vite rubate (Louco Amor) è una telenovela brasiliana del 1983 in 167 puntate, condensate in 132 episodi nella versione italiana.
Il cast principale comprende Fábio Jr., Glória Pires, Lauro Corona, Bruna Lombardi e Tonia Carrero.
Scritta da Gilberto Braga (prolifico autore di telenovele di successo come Dancin' Days e Agua Viva), la serie andò in onda su TV Globo dall'11 aprile al 21 ottobre 1983, mentre in Italia fu trasmessa nel 1986 da TMC, allora proprietà del network brasiliano.

## Trama
Ambientata a Rio de Janeiro sul finire degli anni '70, Vite rubate è incentrata soprattutto sull'amore tra persone di differenti classi sociali. La ricca e giovane Patrícia (Bruna Lombardi), figlia di primo letto dell'ambasciatore André Dumont (Mauro Mendonça), è innamorata di Luiz Carlos (Fábio Jr.), figlio della cameriera di famiglia, Isolda (Nicette Bruno). Il ragazzo contraccambia, ma la loro relazione è ostacolata da Renata Dumont (Tereza Rachel), la seconda moglie dell'ambasciatore e matrigna di Patricia. Donna ambiziosa ed estremamente narcisista, Renata è molto ammirata per la sua eleganza, ed è tanto gentile con le persone che ama quanto fredda e distaccata con coloro che non fanno parte del suo mondo. Suo marito è la classica brava persona, di famiglia tradizionale, equilibrato e gentile con tutti: perdutamente innamorato di Renata, con la quale ha avuto un figlio, Lipe (Lauro Corona), tende sempre a scusare la donna per i suoi atteggiamenti detestabili.
Per dividere definitivamente Patricia e Luiz Carlos, Renata manda la ragazza a studiare in Europa. Questa torna a Rio sei anni più tardi con un figlio, João (Eduardo di Micheli), senza rivelarne la paternità. Luiz Carlos, laureatosi nel frattempo in Scienze della Comunicazione, ma costretto a lavorare come commesso, incontra nuovamente Patricia. Dopo l'euforia iniziale il ragazzo si accorge di non provare gli stessi sentimenti di prima, mentre Patricia non ha intenzione di rinunciare alla sua posizione sociale e alle sue comodità per amore. Sebbene i due non riprendano la loro vecchia relazione, Luiz Carlos è dubbioso riguardo alla paternità di João. Patricia nega che sia lui il padre, ma ben presto il ragazzo scopre che non è così. Profondamente deluso dalla donna, Luiz Carlos si dedica interamente alla vita professionale e riesce ad ottenere un lavoro presso una rivista, "Stampa". Qui conosce una giornalista, Cláudia (Glória Pires), anche lei donna di umili origini ed ex fidanzata di Lipe, figlio di Renata. L'empatia è immediata e i due si innamorano.
Improvvisamente André muore in un incidente e lascia moglie e figlia in miseria. Renata, oltre al lutto e alla perdita di potere, deve affrontare il suo passato. La donna, infatti, in realtà si chiama Agetilde Rocha, ed è figlia del maggiordomo di casa, Agenore Rocha (Mario Lago), inoltre aveva avuto un figlio e lo aveva affidato a Isolda, sua amica e poi cameriera in casa Dumont, già madre di un altro bambino, Marcio. Per molto tempo Renata ha creduto che suo figlio fosse Marcio ma scopre poi che invece è Luiz Carlos. A quel punto cercherà con ogni mezzo di impedire il matrimonio tra Luiz Carlos e Cláudia per far sì che suo figlio torni tra le braccia di Patricia, ma inutilmente. Luiz Carlos e Cláudia si sposano, ottenendo anche la custodia di João.
Largo spazio nella telenovela è dato anche alla storia d'amore tra Guilherme (Reginaldo Faria) e Muriel (Tônia Carrero). Uomo pacato ma diretto, Guilherme è l'editore di "Stampa". Muriel, più vecchia di Guilherme, è una persona molto elegante e colta, sempre affamata di nuove esperienze e al tempo stesso profondamente innamorata di suo marito.
José Augusto (Antônio Fagundes) e Lucia (Christiane Torloni), altra coppia della serie, sono rispettivamente il figlio di Muriel e la sorella di Guilherme. All'inizio della vicenda, la donna è la sposa infelice di Fernando (Carlos Eduardo Dolabella). Moglie e madre devota, ma totalmente sopraffatta dalla monotonia, trova un nuovo slancio di vita quando incontra José Augusto, giornalista impegnato dalla genuina personalità.

## Distribuzione
La telenovela fu distribuita in molti paesi stranieri tra cui Argentina, Bolivia, Cile, Colombia, Honduras, Italia, Macao, Panama, Paraguay, Perù, Porto Rico, Portogallo, Repubblica Dominicana, Spagna, Stati Uniti d'America, Turchia, Uruguay e Venezuela.

## Sigla e colonne sonore
La sigla di apertura si intitola Nosso Louco Amor, composta da Herman Torres e Julio Barroso e interpretata dai Gang 90 & Absurdettes.
Durante la prima programmazione della telenovela, furono pubblicate due colonne sonore differenti: una "nacional" con brani di Gal Costa (Dom de iludir), Guilherme Arantes (Graffitti), Fábio Jr. (Seres humanos), Barão Vermelho (Você me acende) ed Elis Regina (Folhas secas). L'altra colonna sonora, definita invece "internacional", comprendeva, tra le altre, We've Got Tonight di Bob Seger nella versione di Kenny Rogers e Sheena Easton, Really Say Something delle Bananarama, Just Can't Get Enough dei Depeche Mode, I Know There's Something Going On di Frida ed Electric Avenue di Eddy Grant.